# De Vuursche
De Vuursche is een Nederlandse plaats in de gemeente Baarn in de provincie Utrecht, De Vuursche ligt in de Laagte van Pijnenburg, een laag deel van de Utrechtse Heuvelrug, dat het Utrechtse deel van de heuvelrug scheidt van Het Gooi.
Tot 1857 was De Vuursche een zelfstandige gemeente, die bestond uit het dorp Lage Vuursche en de buurtschap Hooge Vuursche en grensde aan Hilversum, Baarn en Soest.

## De heerlijkheid De Vuursche
Volgens Blijdenstijn is 'De Vuursche' een negende-eeuws toponiem, dat verwijst naar de gaspeldoorn (Ulex europaeus). Deze naam en tal van andere op en bij de Utrechtse Heuvelrug, bewijzen dat het gebied in die tijd nog geheel bebost moet zijn geweest.
De Vuursche was aanvankelijk een ambachtsheerlijkheid. Sinds 1085 behoorden de heerlijke rechten van De Vuursche aan het Utrechtse kapittel van Sint Jan. Later was de heerlijkheid De Vuursche in het bezit van de familie Bosch, tevens eigenaresse van kasteel Drakensteyn, welke weer nauw verbonden is met die van ridderhofstad Drakenburg; de familie Bosch van Drakestein verkocht heerlijkheid en kasteel aan prinses Beatrix der Nederlanden.
Het belang van De Vuursche school in de venen, waar turf gestoken werd.

## Gemeente De Vuursche
De gemeente De Vuursche ontstond in 1798, nadat in de Bataafse Revolutie naar Frans voorbeeld in Nederland gemeenten werden ingesteld.
In de napoleontische tijd werd de gemeente De Vuursche korte tijd ingelijfd bij de gemeente Baarn. Die periode eindigde weer in 1813.
Op 25 juli 1822 werd aan de ambachtsheerlijkheid een wapen verleend. Dit werd tevens het gemeentewapen tot 1857.
In 1840 telde De Vuursche 19 huizen en 243 inwoners, waarvan 190 in Lage Vuursche en 53 in Hooge Vuursche. De oppervlakte bedroeg 880 ha.

## De Vuursche deel van de gemeente Baarn
Het geringe aantal inwoners, met heel weinig kiesgerechtigden, was de doorslaggevende reden voor de samenvoeging met Baarn in het begin van de tweede helft van de 19e eeuw. De Gemeentewet van Thorbecke van 1851 was de aanleiding. Het minimumaantal kiesgerechtigden om als gemeente zelfstandig te blijven was 25; De Vuursche had er maar 10. De gemeente Baarn zag op tegen de kosten van onderhoud van de kerk, de toren en de begraafplaats, maar nadat Gedeputeerde Staten hadden besloten dat De Vuursche zijn eigen toren en kerkhof zou blijven onderhouden, was dit bezwaar van Baarnse zijde van de baan.
De samenvoeging van de gemeenten De Vuursche en Baarn vond plaats in 1857. Een wetsvoorstel van die strekking was door de Tweede Kamer met een grote meerderheid, en door de Eerste Kamer met algemene stemmen, aangenomen. De beslissing werd gepubliceerd in het Staatsblad van het Koninkrijk der Nederlanden van 13 juni 1857. Daarin is opgenomen de tekst van de wet die door Koning Willem III was uitgevaardigd. In artikel 1 werd bepaald: “De gemeenten Baarn en De Vuursche worden vereenigd” en in artikel 2 werd aangekondigd: “De vereenigde gemeente draagt den naam van Baarn”. In artikel 8 staat: “De wet is verbindend met den dag harer afkondiging”.

## Boswachterij De Vuursche
De bossen en natuurterreinen in de omgeving van Lage Vuursche zijn een onderdeel van het natuurgebied Utrechtse Heuvelrug – Noord. Ze zijn voor een deel particuliere landgoederen, voor een deel eigendom van Het Utrechts Landschap en voor een deel eigendom van Staatsbosbeheer. De laatste behoren tot de boswachterij De Vuursche. In deze boswachterij bevindt zich een bult in het landschap, 't Hooge Erf, die net als de Soester Eng en een bult ten oosten van Baarn, restanten zijn uit de ijstijd. 't Hooge Erf is het hoogste punt van het noordelijk deel van de Utrechtse Heuvelrug. In het gebied wisselen loofbossen en naaldbossen elkaar af. Er zijn veel koningsvarens te vinden.
Steden: Baarn · Eembrugge

Dorp: Lage Vuursche

Buurtschap: Soestdijk

Utrecht · Plaatsen in de provincie      Nederland · Provincies · Gemeenten